# Park Myung-hoon
Park Myung-hoon (hangul: 박명훈; nascido em 28 de maio de 1975), é um ator sul-coreano. Ele fez sua estreia como ator de teatro na peça Class de 1999. Ele é mais conhecido internacionalmente por seu papel como Geun-sae no filme vencedor do Oscar de melhor filme Gisaengchung.

## Filmografia

### Cinema
| Ano  | Título                                        | Personagem                                   | Notas                 |
| ---- | --------------------------------------------- | -------------------------------------------- | --------------------- |
| 2015 | Sanda                                         | Myung-hoon                                   |                       |
| 2016 | Seutil peullawo                               | Proprietário de restaurante de frutos do mar |                       |
| 2017 | Jae-kkot                                      | Myong-ho                                     |                       |
| 2019 | Gisaengchung                                  | Oh Geun-sae                                  |                       |
| 2020 | Daman akeseo guhasoseo                        | Shimda                                       |                       |
| 2021 | Boiseu                                        | Gerente Geral Chun                           |                       |
| 2021 | Sana-Hee Pure                                 | Won-Bo                                       |                       |
| 2022 | Gyeong-gwan-ui pi                             | Cha Dong-cheol                               |                       |
| 2022 | Rimiteu                                       | Jun-yong                                     |                       |
| 2022 | Olbbaemi                                      | Man-sik                                      |                       |
| 2023 | Deurim                                        | Um repórter                                  | Participação especial |
| 2023 | Cheonbaksa toima yeonguso: seolgyeongui bimil | Marido                                       | Participação especial |
| 2023 | Noryang: Jugeumui Bada                        | Moriatsu                                     |                       |
| 2023 | Hyu-ga                                        |                                              |                       |
| 2024 | Wangeul Chajaseo                              | Gwan-u                                       |                       |
| ASA  | Bigwang                                       | Wang Byun                                    |                       |
| ASA  | Only God Knows Everything                     | Kwang-woon                                   |                       |

### Séries de televisão
| Ano       | Título               | Personagem     | Notas |
| --------- | -------------------- | -------------- | ----- |
| 2019–2020 | Crash Landing on You | Go Myeong-seok |       |
| 2022      | Eve                  | Kang Si-gyeom  |       |

### Shows de televisão
| Ano  | Título                  | Personagem       | Notas        |
| ---- | ----------------------- | ---------------- | ------------ |
| 2023 | Europe Outside the Tent | Membro do Elenco | 2ª Temporada |

### Webséries
| Ano  | Título                                   | Personagem     |
| ---- | ---------------------------------------- | -------------- |
| 2022 | Money Heist: Korea – Joint Economic Area | Jo Young-min   |
| 2023 | Bait                                     | Song Young-jin |
| TBA  | 80 Billion Boy                           |                |

## Prêmios e indicações
| Ano  | Associações                     | Categoria               | Nomeações    | Resultado |
| ---- | ------------------------------- | ----------------------- | ------------ | --------- |
| 2017 | 5th Wildflower Film Awards      | Melhor Ator Coadjuvante | Jae-kkot     | Indicado  |
| 2019 | 24h Chunsa Film Art Awards      | Melhor Ator Coadjuvante | Gisaengchung | Indicado  |
| 2019 | 28th Buil Film Awards           | Melhor Ator Coadjuvante | Gisaengchung | Venceu    |
| 2019 | 40th Blue Dragon Film Awards    | Melhor Ator Coadjuvante | Gisaengchung | Indicado  |
| 2020 | 25th Critics' Choice Awards     | Melhor Elenco           | Gisaengchung | Indicado  |
| 2020 | 2020 Gold Derby Awards          | Melhor Elenco           | Gisaengchung | Venceu    |
| 2020 | 26th Screen Actors Guild Awards | Melhor Elenco num Filme | Gisaengchung | Venceu    |
| 2020 | 56th Baeksang Arts Awards       | Melhor Ator Revelação   | Gisaengchung | Venceu    |
| 2020 | 56th Baeksang Arts Awards       | Melhor Ator Coadjuvante | Gisaengchung | Indicado  |